# Marmorgrundel
Die Marmorgrundel (Oxyeleotris marmorata) ist ein Süßwasserfisch aus der Familie der Butidae und wahrscheinlich der größte Vertreter der Grundelartigen (Gobiiformes). Sie kommt in Thailand im Stromgebiet des Mekong und des Mae Nam Chao Phraya, in Indochina, auf der Malaiischen Halbinsel, den Philippinen und in Indonesien vor.

## Merkmale
Die Marmorgrundel wird im Schnitt 30 Zentimeter lang, erreicht aber eine Maximallänge von 65 Zentimeter. Ihr Körper ist gestreckt, im Querschnitt runden und nur am Schwanzflossenstiel abgeflacht. Der Kopf ist groß und abgeflacht, das Maul steht schräg nach oben, der Unterkiefer steht vor. Der Vorkiemendeckel besitzt keinen Dorn. Je nach Herkunft, einstrahlendem Licht und Befinden zeigen die Tiere eine unterschiedliche Färbung. Die Grundfarbe ist graubraun, seltener gelbgrün. Die Unterseite ist etwas heller. Zahlreiche unscharf begrenzte Flecken, die auch zu Querbinden zusammenlaufen können, mustern die Körperseiten und begründen den deutschen und wissenschaftlichen Artnamen (lateinisch marmoratus bedeutet „marmoriert“). Das Fleckenmuster der Weibchen ist weniger deutlich. Die Flossen sind bräunlich bis graubraun und dunkel getupft. Bei ausgewachsenen Marmorgrundeln zeigt sich meist ein einheitliches Dunkelbraun.
- Flossenformel: Dorsale 1 VI, Dorsale 2 I/9; Anale I/8–10; Pectorale 17–18; Ventrale I/5.
- Schuppenformel: mLR 73–82, etwa 60–65 Schuppen vor der ersten Rückenflosse.

## Lebensweise
Die Marmorgrundel lebt in Flüssen, Sümpfen, Stauseen und Kanälen und wandert während der Regenzeit auch in überschwemmte Wälder und andere Überschwemmungsgebiete. Sie ist dämmerungsaktiv und ernährt sich von kleinen Fischen, Krebstieren, Insekten und Weichtieren und ist ein Substratlaicher. Die gefräßigen Tiere können am Tag so viel fressen, wie sie selbst wiegen.

## Nutzung
Die Marmorgrundel gilt als ausgezeichneter Speisefisch, wird vor allem in Thailand in Teichen gezüchtet und wird in einem großen Teil Ostasiens vermarktet. Exportiert erzielt ihr Fleisch hohe Preise.